# داوودلو (قبادلی)
داوودلو (ترکی آذربایجانی: Davudlu) یک منطقهٔ مسکونی در جمهوری آذربایجان است که در شهرستان قبادلی واقع شده است؛ در جمهوری آرتساخ است که در استان کاشاتاق واقع شده‌است.